# Happy Sad
Az 1969-es Happy Sad Tim Buckley harmadik nagylemeze. Ez jelentette Buckley kísérletező időszakának kezdetét, ugyanis a dzsessz elemeit is felhasználta rajta, amit korábban nem tett. Az album hangzását David Friedman vibrafonja uralja, ami sokkal relaxáltabb hangzást kölcsönöz a zenének. A dalok hosszabbak az előző albumok dalainál, és ez a későbbi munkákon is így maradt. A dalszövegeket Tim Buckley írta, miután befejezte Larry Beckett-tel való együttműködését (a korábbi albumokon Beckett volt a dalszövegíró). Szerepel az 1001 lemez, amit hallanod kell, mielőtt meghalsz című könyvben.

## Az album dalai
|    | Cím                                                           | Szerző(k)   | Hossz |
| -- | ------------------------------------------------------------- | ----------- | ----- |
| 1. | Strange Feelin                                                | Tim Buckley | 7:40  |
| 2. | Buzzin' Fly                                                   | Tim Buckley | 6:04  |
| 3. | Love from Room 109 at the Islander (On Pacific Coast Highway) | Tim Buckley | 10:49 |
| 4. | Dream Letter                                                  | Tim Buckley | 5:12  |
| 5. | Gypsy Woman                                                   | Tim Buckley | 12:19 |
| 6. | Sing a Song for You                                           | Tim Buckley | 2:39  |

## Közreműködők
- Tim Buckley – gitár, ének, tizenkét húros gitár
- Lee Underwood – gitár, billentyűk
- John Miller – akusztikus basszusgitár
- Carter Collins – kongák, karmester
- David Friedman – ütőhangszerek, marimba, vibrafon

- Zal Yanovsky – producer
- Jerry Yester – producer
- Jac Holzman – produkciós felügyelő
- Bruce Botnick – hangmérnök
- Ed Caraeff – fényképek
- William S. Harvey – művészeti vezető
- Robert L. Heimall – design